# Tamkeen Tower
La Tamkeen Tower es un rascacielos de oficinas situado en Riad, Arabia Saudita. Tiene 58 plantas y 258 metros de altura incluyendo las agujas (213 metros sin ellas). Fue construida entre 2009 y 2012. Es el tercer edificio más alto de Riad, el cuarto más alto de Arabia Saudita y el 169º más alto del mundo. La torre tiene un pasadizo elevado y dos agujas simétricas en su parte superior. Por la noche se ilumina de diferentes colores una parte de la fachada, que describe una curva semejante a una parábola.